# Азербејџан на Европском првенству у атлетици у дворани 2009.
Азербејџан је учествовао на 30. Европском првенству у дворани 2009. одржаном у Торину, Италија, од 6. до 8. марта. Ово је било четврто европско првенство у дворани од 2000. године када је Азербејџан први пут учествовао, пропустио је првенство одржано 2005. Репрезентацију Азербејџана представљао је један атлетичар који се такмичио у трци наа 60 метара.
На овом првенству Азербејџан није осво0јио ниједну медаљу. У табели успешности према броју и пласману такмичара који су учествовали у финалним такмичењима (првих 8 такмичара) Азербејџан је са 1 учесником у финалу делио 31. место са 2 бода, од 32 земље које су имале представнике у финалу од 45 земаља учесница.[]

## Резултати
| Плас. | Земља      | 1. место | 2. место | 3. место | 4. место | 5. место | 6. место | 7. место | 8. место | Бр. финал. | Бод. |
| ----- | ---------- | -------- | -------- | -------- | -------- | -------- | -------- | -------- | -------- | ---------- | ---- |
| 31.   | Азербејџан | 0        | 0        | 0        | 0        | 0        | 0        | 1 - 2    | 0        | 1          | 2    |

## Учесници
| Мушкарци: - Рамил Гулијев — 60 м | Жене: - |  |

## Резултати

### Мушкарци
| Атлетичар     | Дисциплина | Лични рекорд | Квалификације | Квалификације | Полуфинале   | Полуфинале | Финале   | Финале | Детаљи        |
| Атлетичар     | Дисциплина | Лични рекорд | Резултат      | Место         | Резултат     | Место      | Резултат | Место  | Детаљи        |
| ------------- | ---------- | ------------ | ------------- | ------------- | ------------ | ---------- | -------- | ------ | ------------- |
| Рамил Гулијев | 60 м       | 6,70         | 6,71          | 3. у гр. 2    | 6,66 ЛР, НРЈ | 4 у гр. 1  | 6,67     | 7 / 34 | 60 м MenFinal |